# Comté de Huntington
Pour les articles homonymes, voir Huntington.
Le comté d'Huntington, en anglais : Huntington County, est un comté de l'État de l'Indiana, aux États-Unis. Le chef-lieu du comté se situe à Huntington. Le comté a été fondé en 1832.

## Comté adjacents
- comté de Whitley au nord,
- comté d'Allen au nord-est,
- comté de Wells à l'est,
- comté de Grant au sud,
- comté de Wabash à l'ouest,

## Villes (Cities) et petites villes (towns)
- Andrews,
- Bippus,
- Huntington,
- Markle,
- Mount Etna,
- Roanoke,
- Warren,

## Townships
- Township de Clear Creek,
- Township de Dallas,
- Township de Huntington,
- Township de Jackson,
- Township de Jefferson,
- Township de Lancaster,
- Township de Polk,
- Township de Rock Creek,
- Township de Salamonie,
- Township de Union,
- Township de Warren,
- Township de Wayne,

## Autres localités
- Buckeye,